# Градишћански Хрвати
Градишћански Хрвати етничка су група Хрвата у аустријској покрајини Бургенланд (Градишће). Иако је ова енклава стотинама километара далеко од своје првобитне домовине, ова етничка група је успела вековима да очува своју културу и властити језик. Укупан број Градишћанских Хрвата износи око 27.000 - 30.000 (2017). У Аустрији имају статус националне мањине.
Градишћански Хрвати су потомци средњовековних Хрвата који су у ову земљу доселили за време турских ратова (1533—1584) као избеглице из Лике и Крбаве, те касније у мањем обиму и из Славоније и северне Босне. Они су у доброј мери сачували своје обичаје, као и стари хрватски језик који се током средњег века базирао на чакавици. Овде су за свој језик развили правопис, али је употреба њиховог језика била забрањивана  у црквама и школама. Статус националне мањине стекли су тек у модерној Аустрији, Аустријским уговором о независности из 1955. Након тога њихова култура и језик су доживели своју ренесансу.
Данас, матерњи језик Градишћанских Хрвата је градишћанскохрватски језик. То је један регионални дијалект чакавског са мањим примјесама кајкавског и штокавског наречја у јужним деловима Градишћа. Овај дијалект је разумљив са говорним варијантама српскохрватског језика, али постоје значајне разлике са стандардном варијантом модерног хрватског језика. Правопис за језик је развијен током 19. века, а 2003. године издана је и Граматика за овај језик.